# エンテベの勝利
『エンテベの勝利』（エンテベのしょうり、Victory at Entebbe）は1976年のアメリカ合衆国のテレビ映画。監督はマーヴィン・J・チョムスキー、出演はヘルムート・バーガーやリンダ・ブレアなど。
同年6月末に起きたエンテベ空港ハイジャック事件を豪華キャストでテレビ映画化したもの。1977年のプライムタイム・エミー賞にて音響編集賞（リミテッドシリーズ/テレビ映画/スペシャル部門）を受賞した。
元々はテレビ映画として製作されたものだったが日本では劇場公開された。ただし、上映開始後にアラブ各国の大使から外務省に対して「イスラエルの勝利を一方的にうたったこの映画の宣伝は好ましくない。」と抗議があり、1週間で上映中止に追い込まれた（最終上映日1976年12月31日）。配給元のワーナー・ブラザース日本支社は「動員がケタはずれに悪く、あくまでも興行上の配慮で、外部の圧力に屈したものではない。」としている。
西ドイツでは革命細胞による劇場への爆破テロが起こり、イタリア、ギリシャ、南アフリカでも極左による連帯の動きがあり、上映中止や縮小の事態となった。

## キャスト
| 役名                                               | 俳優                     |
| -------------------------------------------------- | ------------------------ |
| ドイツ人テロリスト （ヴィルフリート・ボーゼ）      | ヘルムート・バーガー     |
| ハーシェル・ヴィルノフスキー                       | カーク・ダグラス         |
| シモン・ペレス国防相                               | バート・ランカスター     |
| エドラ・ヴィルノフスキー                           | エリザベス・テイラー     |
| イツハク・ラビン首相                               | アンソニー・ホプキンス   |
| ヨナタン・ネタニヤフ（ヨニ）中佐                   | リチャード・ドレイファス |
| ノミ・ハロウン                                     | ジェシカ・ウォルター     |
| シャナ・ヴィルノフスキー                           | リンダ・ブレア           |
| イディ・アミン大統領                               | ジュリアス・W・ハリス    |
| ネイサン・ハロウン                                 | アラン・ミラー           |
| ヤコブ・シュロモ                                   | セオドア・ビケル         |
| エッタ・グロスマン・ワイズ                         | ヘレン・ヘイズ           |
| デュカス機長                                       | クリスチャン・マルカン   |
| ダン・ショムロン准将                               | ハリス・ユーリン         |
| ドイツ人女性テロリスト（ブリギッテ・キュールマン） | ビビ・ベッシュ           |

## 評価
allcinemaは「チャチなセットに豪華キャストだけかき集めてVTRで収録したものを、フィルムに移し変えてるものだから画面の汚さは特筆モノ。キネコ技術の発達した現在と違い、当時の荒れた映像は劇場のスクリーンで観るようなものでなかった。元々作品自体が出来の良い造りでないだけに、これでは二重苦三重苦である。」と酷評している。